# Carl Pedersen
Carl Pedersen (Rø, 25 de julho de 1883 — Frederiksberg, 1971) foi um ginasta dinamarquês que competiu em provas de ginástica artística pela nação.
Carl é o detentor de uma medalha olímpica, conquistada na edição de 1912, nos Jogos de Estocolmo. Na ocasião, foi o medalhista de bronze da prova coletiva ao lado de seus 19 companheiros de equipe, quando foi superado pelas seleções da Noruega e Finlândia, primeira e segunda colocadas respectivamente.